# Терлунджень (комуна)
Терлунджень, Терлунджені (рум. Tărlungeni) — комуна у повіті Брашов в Румунії. До складу комуни входять такі села (дані про населення за 2002 рік):
- Зізін (2309 осіб)
- Керпініш (405 осіб)
- Пуркерень (1427 осіб)
- Терлунджень (3258 осіб) — адміністративний центр комуни

Комуна розташована на відстані 137 км на північ від Бухареста, 11 км на схід від Брашова.

## Населення
За даними перепису населення 2002 року у комуні проживали 7399 осіб.
Національний склад населення комуни:
| Національність | Кількість осіб | Відсоток |
| -------------- | -------------- | -------- |
| румуни         | 4061           | 54,9%    |
| угорці         | 2538           | 34,3%    |
| цигани         | 790            | 10,7%    |
| німці          | 6              | 0,1%     |
| українці       | 2              | < 0,1%   |
| турки          | 1              | < 0,1%   |
| євреї          | 1              | < 0,1%   |

Рідною мовою назвали:
| Мова             | Кількість осіб | Відсоток |
| ---------------- | -------------- | -------- |
| румунська        | 4861           | 65,7%    |
| угорська         | 2518           | 34,0%    |
| циганська        | 13             | 0,2%     |
| німецька         | 3              | < 0,1%   |
| українська       | 2              | < 0,1%   |
| турецька         | 1              | < 0,1%   |
| єврейська (їдиш) | 1              | < 0,1%   |

Склад населення комуни за віросповіданням:
| Релігія                                       | Кількість осіб | Відсоток |
| --------------------------------------------- | -------------- | -------- |
| православні                                   | 4534           | 61,3%    |
| лютерани (Синодально-пресвітеріанська церква) | 2305           | 31,2%    |
| п'ятдесятники                                 | 266            | 3,6%     |
| римо-католики                                 | 80             | 1,1%     |
| адвентисти                                    | 61             | 0,8%     |
| реформати                                     | 57             | 0,8%     |
| баптисти                                      | 21             | 0,3%     |
| унітарії                                      | 16             | 0,2%     |
| греко-католики                                | 15             | 0,2%     |
| бретрени                                      | 8              | 0,1%     |
| мусульмани                                    | 1              | < 0,1%   |
| не релігійні                                  | 1              | < 0,1%   |
| не вказали релігію                            | 7              | 0,1%     |